# Faramarz Payvar
Faramarz Payvar (en persan : فرامرز پایور), né le 10 février 1933 à Téhéran et mort dans cette ville le 9 décembre 2009, est un musicien et compositeur iranien. C'est un grand maître du santûr moderne.

## Biographie
Son père Ali Payvar était artiste peintre et jouait du setâr et du santûr. Faramaz a étudié la musique à Dar-ol Fonoun. Plus tard, il devait étudier l'anglais à l'université de Cambridge (1962). 
Ses maîtres de musique furent Abol Hassan Saba, Abdollah Davami et Nour Ali Boroumand (chant et radif), Hossein Dehlavi et Melik Aslanian (harmonie et contrepoint) et Hossein Tehrani (zarb).
Il devint un maître du santûr et publia nombre de méthodes et de compositions pour cet instrument, ainsi que le radif de Davami et les chants de Roknoddin.
Il fonda le Farhang-Honar Ensemble en 1966, puis le Faramarz Payvar Ensemble et le Masters of Iranian Music.
Il a joué et enregistré avec les plus grands musiciens iraniens classiques de son temps : Hossein Tehrani, Ali Asghar Bahari, Mohammad Esmaïli, Houshang Zarif, Hassan Nahid, Jalil Shahnaz, Mohammad Reza Shadjarian, etc.
Il eut de nombreux élèves. Parmi eux figurent Mohammad Reza Shadjarian, Arfa Atrayi, Saeid Sabet, Pejman Azarmina ou Reza Shafiyan.

## Discographie sélective
- Improvisation au dašti et afšâri (F. Pâyvar, santur  et H. Tehrâni au tombak)  Empty Chalice & Mohammad Reza Shadjarian (2005)
- The Works Of Darvish Khan I & II (1999)
- Santour And Orchestra 2, Faramarz Payvar Ensemble (1999)
- Dastgah-e Chahargah-Dastgat-e Shur (1996)
- Santur: Masters of Persian Traditional Music (1995)
- Iran: Persian Classical Music, Faramarz Payvar Ensemble, (1990)
- Cithares en Iran (1979)
- Persische Kunstmusik (1976)
- Iran : musique persane (1971)
- Arghavan
- Ahooye vahshi
- Astadane moosighiye sonnatiye Iran
- Improvisations on santur
- Parakandeh
- Taknavaziye santour
- Jame tohi (por kon piyaleh ra )
- Bote chin (golbange shajarian) & Mohammad Reza Shadjarian
- Chahar Bagh

## Publications
- Le Radif de Sabâ pour Santur en 3 volumes (F. Pâyvar et Daryuš Safvat)
- 40 pieces pour santur
- 30 ghate chahar mezrab baraye santoor
- Dastoore santoor
- Dowrehaye santoor, radife ostad abolahasane saba
- Radife avazi va tasnifhaye ghadimi
- Dowreye ebtedayiye santoor
- Renge shahrashoob
- Majmooe pishdaramadha va renge baraye santoor : rast kook va chap kook
- Hasht ahang baraye santoor

## Autres réalisations musicales
Concertino pour santūr et Orchestre (Pâyvar-Dehlavi) (1958)